# تشارلز بوردوم
تشارلز بنجامين بورجوم (بالإنجليزية: Charles Purdom)‏، الذي يعرف عادة باسم سي بي بوردوم (15 أكتوبر 1883 - 8 يوليو 1965)، مؤلف بريطاني، وناقد درامي، ومخطط للمدن، وخبيرًا اقتصاديًا. كان واحداً من رواد ومؤسسي أول مدن الحدائق ، ليتشورث و ويلوين جاردن سيتي، حيث تم تعيينه في منصب المدير المالي بين 1919-1928. ثم أصبح سكرتيرًا فخريًا، ثم أمينًا للصندوق الدولي للإسكان والتخطيط (1931-1935). كما كان مؤسس جمعية ليتشوورث و مسرح ويلوين غاردن سيتي، الذي أصبح نادي ويلوين للدراما. فاز بكأس هوارد والدن في مهرجان ويلوين جاردن سيتي للدراما وكأس ديفيد بيلاسكو في نيويورك عام 1927. كان مؤلف العديد من الكتب حول تطوير المدينة، وعن مسرحيات شكسبير وبرنارد شو وهارلي غرانفيل-باركر وعن الإنتاج المسرحي. كان رئيس تحرير إحدى الدوريات الأدبية الإنجليزية المعروفة باسم إفريمان، والتي تغطي الكتب والدراما والموسيقى والسفر ومقالات مختارة من قبل مؤلفين مشهورين مثل إفور براون و آرثر ماكين و ج تشيستيرتنون و ألفرد إدغار كوبارد و بيرتراند راسل. كان الأمين العام للإنصاف البريطاني (1939-1940) والسكرتير المشترك لمجلس مسرح لندن. كما كان أول كاتب سيرة مهير بابا . كان والد الممثل ادموند بوردوم. توفي في ويلوين جاردن سيتي في عام 1965.

## أول كاتب سيرة لمهير بابا
كان بوردوم من الأتباع المكرسين للمعلم الهندي الصامت مهير بابا، بعد مقابلته في ديفون، إنجلترا في أول زيارة قام بها بابا إلى الغرب عام 1931.  بوغدوم كان كاتب سيرة حياة مهير بابا الأصلي، في كتاب يحمل عنوان "سيد الكمال: الحياة المبكرة لماهر بابا" في عام 1937، والتي تغطي حياة مهير بابا من 1911 وحتى 1936، و "الرجل الإله: الحياة، رحلات وعمل مهر بابا مع تفسير له الصمت والتعليم الروحي" في عام 1964. كما كتب مجلد واحد مبكر حول خطابات مهير بابا بعنوان "الله الرجل ورجل الله: إن الخطابات من مهير بابا" (1955)، وشارك المؤلف مالكوم شلوس في كتابة وصفاً تفصيلياً لزيارته في مجموعة مع مهير بابا إلى الهند بعنوان ثلاثة أسابيع لا تصدق مع ماهر بابا.

## روابط خارجية
- ملاحظات سيرة بيورج بوردميت
- تشارلز بوريموم في meherbabatravels.com
- الدراما الإلهية ، الحياة الشجاعة لتشارلز ب
- Purdom with Meher Baba in London, 1932 على يوتيوب